# 富内駅
富内駅（とみうちえき）は、北海道（胆振支庁）勇払郡穂別町字富内（現・むかわ町穂別富内）にあった日本国有鉄道（国鉄）富内線の駅（廃駅）である。事務管理コードは▲132307。

## 歴史

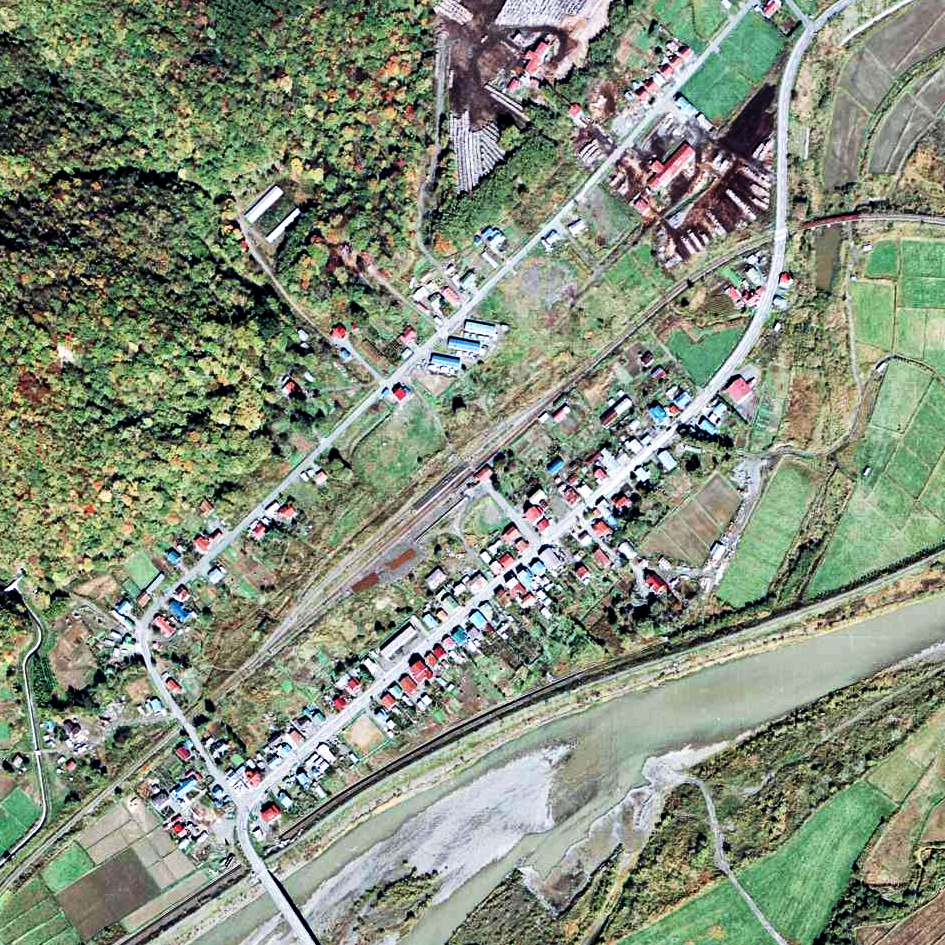
1978年の富内駅と周囲約750m範囲。右側が日高町方面。駅表鵡川方にある貨物ホームへの引込線は確認できないが、1983年の資料によれば残されていた模様。駅裏の副本線の外側には貨物用側線が敷かれていた跡が残されているが、さらにその鵡川方の外側に膨らんだ短い側線が敷かれていた跡も確認できる。これら駅裏土場用側線は、1948年（昭和23年）の米軍撮影航空写真（国土地理院 地図・空中写真閲覧サービス）で使用されている様が窺える。

- 1923年（大正12年）11月11日 - 北海道鉱業鉄道金山線生鼈駅（後の旭岡駅） - 当駅間延伸開通に伴い辺富内駅（へとないえき）として開業[5]。一般駅[1]。
- 1924年（大正13年）3月3日 - 鉄道会社名を北海道鉄道（2代目）に改称、それに伴い同鉄道の駅となる。
- 1943年（昭和18年）8月1日 - 北海道鉄道が戦時買収により国有化。線路名を富内線に改称、それに伴い同線の駅となる。同時に富内駅に改称[1]。
- 1958年（昭和33年）11月15日 - 当駅 - 振内駅間延伸開通に伴い中間駅となる。
- 1977年（昭和52年）2月1日 - 貨物および荷物扱い廃止[6]。出札・改札業務を停止し旅客業務について無人（簡易委託）化[7]。列車交換設備を有し、閉塞扱いの運転要員は営業最終日まで継続配置。
- 1982年（昭和57年）11月15日 - 貨物取扱い廃止[1]。
- 1986年（昭和61年）11月1日 - 富内線の廃線に伴い廃止となる[2]。
- 2001年（平成13年）9月14日 - 登録有形文化財登録公示。駅構内で15年ぶりにイベント列車が走行。

### 駅名の由来
当駅の所在する地名より。
旧駅名の辺富内（へとない、けとない、とも）は当時の地名であり、アイヌ語の「ケッオナイ（ket-o-nay）」（〔毛皮の〕張り枠・がある・川）に由来するとされるが、諸説ある。
しかし、胆振支庁（当時）内では昭和10年代半ばごろから、大字のある町村において字名の整理改正が進められ、穂別村（当時）内でも1941年（昭和16年）4月1日付で大字の廃止・字名改正がなされて当地の字も辺富内をもじってよみを変えた「富内」となり、2年後の北海道鉄道による買収に際して駅名も改めた。

## 駅構造
廃止時点で、単式ホーム・島式ホーム複合型2面3線を有する地上駅で、列車交換可能な交換駅であった。互いのホームは駅舎側ホーム中央部分と島式ホーム東側を結んだ構内踏切で連絡した。駅舎側単式ホーム（南側）が上りの1番線、島式ホーム駅舎側が下りの2番線、同外側が上下共用の当駅折り返し列車用（番線表示なし）となっていた。そのほか1番線の鵡川方から駅舎側に分岐し駅舎西側のホーム切欠き部分の貨物ホームへの貨物側線を1線有していた。
最終日まで無人駅扱いの運転取扱い要員のみが配置されていた駅であった。乗車券類は簡易委託化されており、廃止時まで販売が行われていた。駅舎は構内の南側に位置しホーム中央部分に接していた。
なお、昭和20年代の駅の構造は、単式ホーム1面4線。東から1番線-4番線が振られホームは旅客を扱う1番線だけがホームを有し、2 - 4番線は貨物線となっていた。3番線の奥には、蒸気機関車のための石炭庫、給水塔、機関庫が整備されていた。当時は、富内駅は終着駅であったが転車台はなく、鵡川方面から混合列車を牽引してきた国鉄C11形蒸気機関車は、富内駅で機回しの上、荷物を積載した貨車（時には、富内駅分だけでも12 - 13両に及んだ）、客車を連結してバック運転（逆機）で戻っていった。富内駅で扱っていた貨物は、周辺から産出されるクロム鉱石、木材、薪炭などで、構内には貨物の積み下ろしを行っていた日本通運の施設や業者の倉庫などが多数存在していた。

## 利用状況
- 1981年度（昭和56年度）の1日乗降客数は29人[4]。

## 駅周辺
- 北海道道131号平取穂別線
- 北海道道610号占冠穂別線
- 富内郵便局
- 鵡川[12]

## 駅跡
1999年（平成11年）時点では駅舎、側線を含むレールとホーム、腕木式信号機が保存され、2011年（平成23年）時点でも同様であった。ホームに横付けする形で国鉄の旧型客車であるスハ45形とオハフ33形の2両が静態保存・展示されている。客車は富内線の写真パネル展示場としても利用されている。駅舎内は窓口や手小荷物窓口が現役当時の状態に修復され、旧駅事務室内に当時使用していた備品などが保存・展示されている。ホームには当駅のほか栄駅、豊田駅、穂別駅の駅名標が移設保存されている。これらは当時の穂別村長による宮沢賢治構想の実現を目指した「ほべつ銀河鉄道運動」によるもので、構内には側線を改造した、宇宙飛行士の毛利衛のアイデアによる銀河鉄道をイメージした、レールが空に向かっている作品が展示されている。
「富内銀河ステーション」と名付けられており、駅舎、プラットホーム、線路など駅全体が国の登録有形文化財に登録されている。映画『鉄道員（ぽっぽや）』の撮影で使用された駅構内の備品は当駅から貸し出されたものである。2001年9月14日、松山市の市民団体から坊っちゃん列車を借り受け構内を走行、この日だけであるが15年ぶりに当駅に汽笛がよみがえった。

## その他
当駅を発着駅とする区間列車が上下1本（苫小牧駅 - 当駅間）設定されていた（1985年（昭和60年）3月14日改定の時刻（廃止時の時刻表））。

## 隣の駅
日本国有鉄道
富内線
穂別駅 - 富内駅 - 幌毛志駅